# Ӗ (слово ћирилице)
Ӗ ӗ (Ӗ ӗ, укосо: Ӗ ӗ) је слово ћириличног писма. Ово се слово зове Е са бревом, а у Уникоду ово слово се зове „YE WITH BREVE“.
Е са бревом се користи у чувашком језику да представља близусредишњи централни незаокружени самогласник /ɘ/.

## Рачунарски кодови
| Знак                      | Ӗ                                     | Ӗ                                     | ӗ                                   | ӗ                                   |
| ------------------------- | ------------------------------------- | ------------------------------------- | ----------------------------------- | ----------------------------------- |
| Назив у Уникоду           | CYRILLIC CAPITAL LETTER IE WITH BREVE | CYRILLIC CAPITAL LETTER IE WITH BREVE | CYRILLIC SMALL LETTER IE WITH BREVE | CYRILLIC SMALL LETTER IE WITH BREVE |
| Врста кодирања            | децимална                             | хексадецимална                        | децимална                           | хексадецимална                      |
| Уникод                    | 1238                                  | U+04D6                                | 1239                                | U+04D7                              |
| UTF-8                     | 211 150                               | D3 96                                 | 211 151                             | D3 97                               |
| Нумеричка референца знака | &#1238;                               | &#x4D6;                               | &#1239;                             | &#x4D7;                             |

## Слична слова
• Ə ə - Латинично слово Шва;
• Ҽ ҽ - Ћирилично слово абхаско Ч;
• Ҿ ҿ - Ћирилично слово абхаско Тч;
• Е е - Ћирилично слово Е;
• E e - Латинично слово Е.